# Liste du patrimoine mondial au Luxembourg
Cet article recense les sites inscrits au patrimoine mondial au Luxembourg.

## Statistiques
Le Luxembourg ratifie la Convention pour la protection du patrimoine mondial, culturel et naturel le 28 septembre 1983. Le premier site protégé est inscrit en 1994.
En 2020, le Luxembourg compte un site inscrit au patrimoine mondial, il est de type culturel. 
Le pays n'a soumis aucun site à la liste indicative.

## Liste

### Patrimoine mondial
Les sites suivants sont inscrits au patrimoine mondial.
| Site                                                    | Canton     | Type           | Date | Superficie (ha) | Lien | Notes | Coordonnées                      | Illus. |
| ------------------------------------------------------- | ---------- | -------------- | ---- | --------------- | ---- | ----- | -------------------------------- | ------ |
| Ville de Luxembourg : vieux quartiers et fortifications | Luxembourg | Culturel, (iv) | 1994 | 30              | 699  |       | 49° 36′ 36″ nord, 6° 07′ 59″ est |        |

### Liste indicative
Aucun site inscrit.